# Henry Edward Roberts
Henry Edward Roberts, detto Ed (Miami, 13 settembre 1941 – Macon, 1º aprile 2010), è stato un ingegnere, inventore e medico statunitense.

## Biografia
Figlio di una infermiera, si iscrisse all'Università di Miami per laurearsi in Medicina, e durante il corso degli studi
decise di dedicarsi alla costruzione di una macchina per la circolazione extracorporea. Affiancò quindi a quelli medici gli studi di elettronica, iniziando a lavorare con gli enormi calcolatori della IBM.
Nel 1970, diventato ingegnere, fondò la società Micro Instrumentation and Telemetry Systems (MITS) per costruire kit elettronici da vendere agli appassionati del genere e nel novembre 1971 la rivista del settore "Popular Electronics" mise in copertina un kit di Roberts per un rudimentale calcolatore elettronico; nel 1973 le vendite del kit raggiunsero il milione di dollari .
Nel 1975 costruì quello che molti considerano il primo vero personal computer commerciale, l'Altair 8800, che nel gennaio 1975 fu pubblicato in copertina sulla rivista statunitense Popular Electronics. In seguito, l'Altair ebbe un buon successo presso il pubblico. Bill Gates e Paul Allen svilupparono per questo computer l'Altair BASIC, fondando la Microsoft per vendere l'interprete BASIC scritto.
La società fu ceduta nel 1977 a Pertec Computer da Roberts, quando si ritirò a vita privata per tornare a studiare Medicina per fare il medico condotto.
Scomparve nel 2010 all'età di 68 anni a seguito di una polmonite.

## Altair 8800

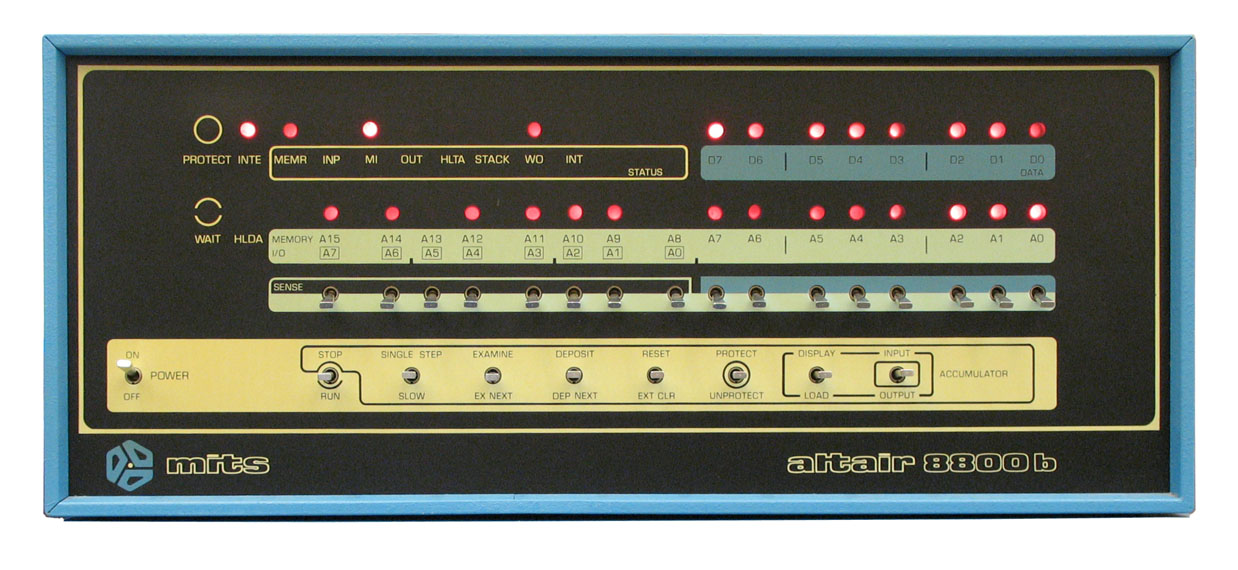
Il pannello frontale del MITS Altair 8800 progettato da Ed Roberts

Il MITS Altair 8800 è stato uno tra i primi microcomputer disponibili sul mercato. 
Nel 1975, il numero di gennaio della rivista "Popular Electronics" diede inizio all'era dell'informatica per tutti, presentando in copertina l'Altair 8800. Prima di allora il termine "computer" era sinonimo di macchine grandi e costose che potevano permettersi solo le aziende. Il computer era venduto sia in kit sia già assemblato ed era basato sul nuovo microprocessore Intel 8080. La versione base disponeva di un'interfaccia utente basata su interruttori e pulsanti che servivano per l'inserimento dei dati e di una serie di LED per la visualizzazione del risultato delle operazioni eseguite, il tutto montato sul pannello frontale del computer. La macchina era costruita intorno ad un bus denominato S-100 per permettere all'utente l'aggiunta di schede di espansione con relativa facilità al fine di aumentare le potenzialità dell'Altair.
La foto su "Popular Electronics" fu notata anche da Bill Gates e Paul Allen che intravidero le potenzialità della macchina e contattarono Roberts per proporgli la commercializzazione di un interprete BASIC per l'Altair. L'accordo fu siglato e Gates ed Allen crearono la Micro-Soft, che in seguito sarebbe divenuta Microsoft, allo scopo di produrre e distribuire l'Altair BASIC.